# レッドディーン (ミサイル)

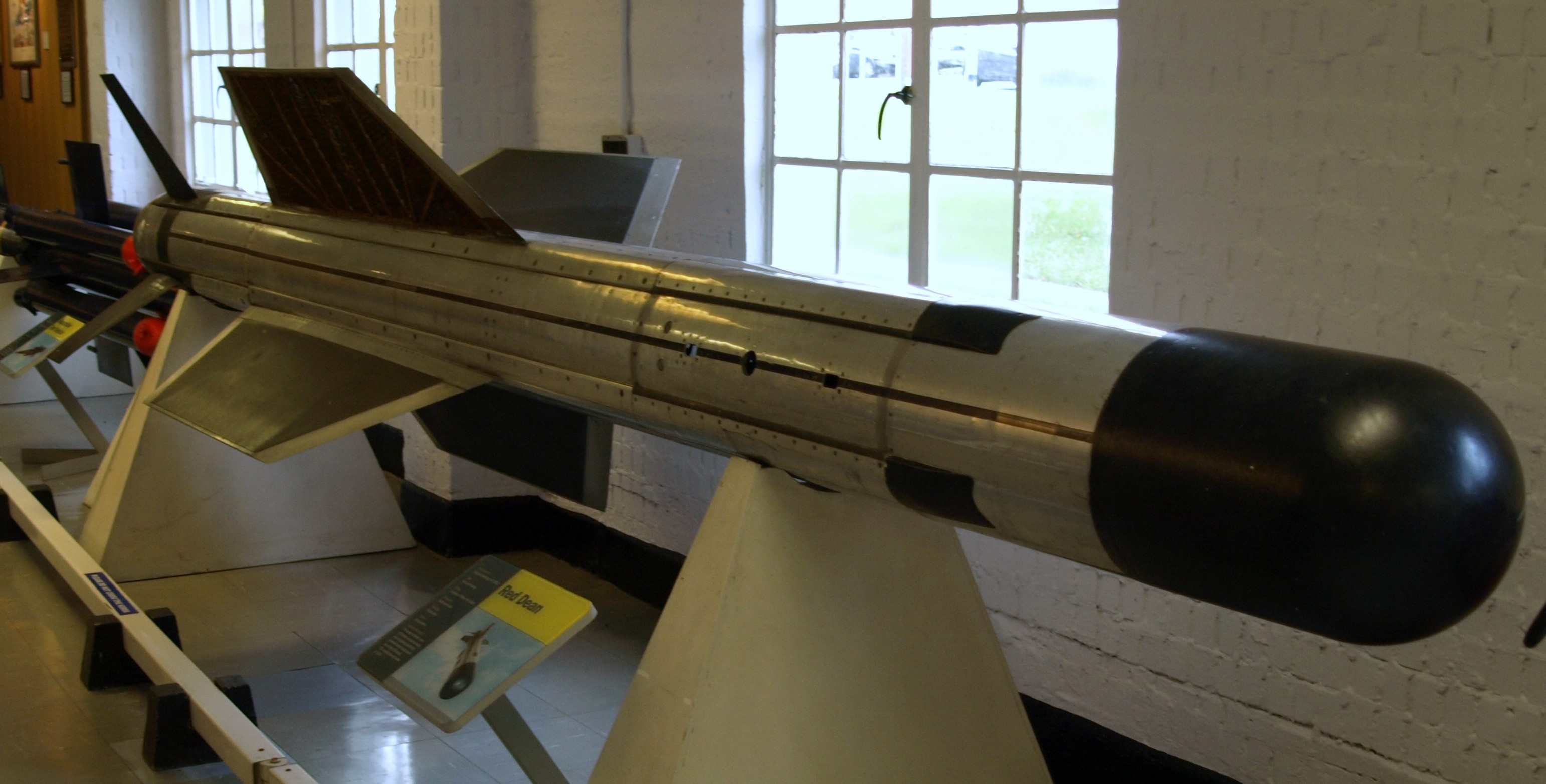
コスフォード王立空軍博物館に展示されているレッドディーンの試作品

レッドディーン (Folland/Vickers Red Dean) は、イギリスが1950年代に開発を試みた空対空ミサイルである。

## 概要
レッドディーンは、パルス・ドップラー・レーダーを使用する大型のレーダー誘導型ミサイルで、敵爆撃機の撃墜を目的としていた。
レッドディーン計画は、1951年にレッドホークミサイル計画から派生したものであり、フォーランド・エアクラフト社が重量700ポンドのミサイルを開発することとなった。その後、設計が進むに連れてサイズ・重量が共に増大し、予算の超過とシーカーヘッドの問題によってフォーランドは開発を続けることができなくなり、1953年にイギリス軍需省は計画をヴィッカース社に引き渡した。
ヴィッカースにおいても、レッドディーンは幸運とは言えなかった。アクティブ・レーダーシーカーの問題のためにミサイルのサイズ・重量が増加するという悪循環は解決できず、これはミサイルの飛行性能を大きく損なった。シーカーの性能が十分でないため、より大きな弾頭が必要となり、重量の増大を招いた。他方、レッドディーンを搭載する予定の超音速戦闘機は、軒並み重量の軽減のために軽量の合金で構成されており、重いミサイルを搭載するのに適していなかった。
大幅な設計の見直しと、アクティブ・ホーミング機能の削減が行われたにもかかわらず、薄翼型のグロスター ジャベリンの開発が1956年に中止されると、それにともなってレッドディーンの開発も中止された。超音速機に搭載するための制限は依然としてあり、次世代のマッハ2.5クラスの超音速戦闘機用（運用要求F.155）としてはさらなる改良が求められ、小型化したレッドハーブ (Red Hebe) ミサイルとして開発が予定されていたが、運用要求F.155計画とそれによって開発された超音速戦闘機の開発中止により、これも計画中止となった。

## 要目
- 全長：4.9 m
- 重量：603 kg
- 弾頭：45 kg高性能火薬
- 速度：マッハ 2.2
- 最高高度：15,000 m
- 射程：6.4 km